# Ilovski Klokočevac
Ilovski Klokočevac – wieś w Chorwacji, w żupanii bielowarsko-bilogorskiej, w gminie Hercegovac. W 2011 roku liczyła 145 mieszkańców.